# Шпренхаген
Шпренхаген (њем. Spreenhagen) општина је у њемачкој савезној држави Бранденбург. Једно је од 38 општинских средишта округа Одер-Шпре. Према процјени из 2010. у општини је живјело 3.494 становника. Посједује регионалну шифру (AGS) 12067469.

## Географски и демографски подаци
Шпренхаген се налази у савезној држави Бранденбург у округу Одер-Шпре. Општина се налази на надморској висини од 39 метара. Површина општине износи 135,8 km². У самом мјесту је, према процјени из 2010. године, живјело 3.494 становника. Просјечна густина становништва износи 26 становника/km².